# Серая мышовка
Серая мышовка или мышовка Страутмана (лат. Sicista pseudonapaea) — вид из рода мышовки семейства мышовковые.

## Научная классификация
По ряду признаков близка к лесной мышовке и мышовке Штранда, ввиду чего эти три вида могут рассматриваться как особая группа в пределах рода мышовок.

## Распространение
Эвритопный вид. Обитают в лугах и лесах паркового типа на высоте от 1000 до 2200 м. Встречаются на южной периферии Алтая в Казахстане (Южный Алтай от Бухтармы до озера Маркаколь, северные и южные склоны Нарымского хребта в бассейне Бухтармы, долина Курчума, южные предгорья и альпийская зона Южно-Алтайского хребта) и, возможно, в сходных ландшафтах на востоке Монгольского Алтая на территории Китая. На территории России вид не найден.

## Внешний вид
Животное средних размеров, сравнительно крупное среди других видов рода мышовок. Половой диморфизм отсутствует. Средняя длина тела — 70,2 мм (не более 77 мм). Хвост относительно короткий. Средняя длина — 90,6 мм (максимальная — 102 мм). В среднем длина хвоста составляет около 130 % длины тела. Средний вес взрослой особи — 12,2 г.
Общий тон окраски — коричневато-серый, с черноватым налётом. Окраска однотонная, без продольной чёрной полосы на спине. У некоторых экземпляров задняя часть спины имеет буроватый оттенок, у других спинная сторона светло-серая с лёгким палево-жёлтым тоном. Брюхо серовато-белое. Хвост двуцветный: сверху — буроватый, снизу — белёсый.
Задняя лапка довольно длинная (около 25 % длины тела). На ступне задней конечности имеется задний внутренний бугорок, который вытянут в продольном направлении.
Диплоидное число хромосом — 44, число плеч — 50.

## Образ жизни
Экология вида изучена слабо. Норы и убежища серых мышовок в природе до сих не обнаружены. Предположительно, обитают в норах других грызунов, в укрытиях между обломками скал, корнями деревьев. Активность проявляют ночью. Подвижны, перемещаются небольшими прыжками. В неволе отлично лазают по веткам.
Зимой впадает в спячку. Её сроки и продолжительность не установлены. В неволе продолжительность жизни серых мышовок достигает полтора года.
Основу рациона составляют зелёные части растений, семена, корневища и насекомые.

## Размножение
Размножаются, вероятно, один раз в году в июне-начале июля. Гон, предположительно, начинается ещё в мае. В выводке 3-4 детёныша.